# Arkikus App
Arkikus App es una aplicación móvil dirigida a dispositivos iOS y Android, creada por una compañía española, Arkikus.
Esta aplicación permite al usuario visualizar reconstrucciones de lugares patrimoniales a través de la realidad virtual, mostrando el estado original de los edificios o patrimonios históricos.

## Historia
El proyecto de la aplicación Arkikus App se inicia cuando Iker Ordoño y Arantxa Satrústegui (miembros del equipo Arkikus) realizan un viaje al Machupichu, donde se plantean cómo habría sido aquel lugar en un pasado. Esta cuestión los acaba llevando a presentar el proyecto de la aplicación al concurso ActuaUPM de la Universidad Politécnica de Madrid (UPM) del 2016, en el cual ganan el premio a mejor Idea de Negocio y mejor StartUp.
Después de esto, los cuatro socios que conforman la empresa (los arquitectos Iker Ordoño, Arantxa Satrústegui y Gonzalo Álava, y el arqueólogo Javier Ordoño) se inician en la creación de la aplicación con el propósito de impulsar la transmisión del patrimonio con el uso de nuevas tecnologías, con el fin de aumentar el turismo cultural de los monumentos históricos y sus entornos socioeconómicos.
Hasta el momento, esta aplicación Vasca ha llevado a cabo la reconstrucción visual del Convento de Santa Catarina de Álava, el Castillo de Santo Vicente de La Rioja, y permite recorrer las calles de la ciudad de Vitoria de 1850.
Estas reconstrucciones acaban llevando a Arkikus a los FITUR 2019, donde son nombrados por el Ministerio de Turismo como una de las mejores aplicaciones de guía turística del 2018 en España.

## Contenido de la aplicación
Arkikus, con su app, muestra reconstrucciones virtuales de lugares arquitectónicos, utilizando una sobreposición de reconstrucciones virtuales realistas en imágenes de ruinas existentes en la actualidad. 
Todo este contenido está elaborado a partir de mapas, trípticos turísticos e imágenes antiguas con las cuales la empresa realiza una investigación arqueológica para, después, llevar a cabo la reconstrucción en tres dimensiones a partir de los gestores locales del patrimonio. Estas reconstrucciones digitales están disponibles tanto en formato táctil para las pantallas de los dispositivos móviles, como pueden ser visualizadas a través de gafas de realidad virtual a 360°.